# 100 lire
La moneta da 100 lire è una delle più famose della lira italiana, ed è circolata in Italia dal 1955 fino ai primi Anni ‘90.

## Regno d'Italia

### Carlo Emanuele II
In Italia il primo biglietto di cartamoneta venne emesso dalle Regie Finanze di Torino per decreto di Carlo Emanuele II il 1º gennaio 1746. Il Piemonte, alleato con l'Austria, doveva finanziare lo sforzo bellico contro la Francia e la Spagna, per cui la necessità di danaro gli fece emettere cartamoneta facendo obbligo ai cittadini di accettarla; i tagli vennero fissati in lire 3.000; 1.000; 500; 200 e 100.

### Vittorio Emanuele II
La moneta di Re Vittorio Emanuele II al dritto presentava la testa nuda del re volta a sinistra, intorno "VITTORIO EMANUELE II" ed in basso la data. Sotto al collo il nome dell'autore "FERRARIS".
Al rovescio c'era lo stemma sabaudo coronato e con il collare dell'Annunziata e intorno rami di lauro e di quercia e la scritta REGNO D'ITALIA. Il valore era posto sotto lo scudo dello stemma. In basso il segno di zecca a sinistra ed il monogramma della Banca d'Italia a destra.
Queste monete furono coniate a Torino nel 1864 ed a Roma dal 1872 al 1878.
Il titolo è di oro 900/1000, il diametro è di 34 mm, il peso è di 32,25 g ed il contorno è rigato.

### Umberto I
La moneta di Re Umberto I al dritto presentava la testa nuda del re volta a sinistra, intorno "UMBERTO I RE D'ITALIA" ed in basso la data. Sotto al collo "SPERANZA", l'autore: Filippo Speranza.
Al rovescio c'era lo stemma sabaudo coronato e con il collare dell'Annunziata e intorno rami di lauro e di quercia. Il valore è posto ai lati dello scudo. In basso il segno di zecca a sinistra.
Queste monete furono coniate a Roma dal 1880 al 1891.
Il titolo è di oro 900/1000, il diametro è di 35 mm, il peso è di 32,25 g ed il contorno è rigato.

### Vittorio Emanuele III
Esistono diverse monete coniate a nome di Vittorio Emanuele III con il valore di 100 lire:
- "Aquila sabauda" (1903 - 1905) (Oro rosso)

dritto: la testa nuda del re volto a sinistra, intorno "VITTORIO EMANUELE III". Sotto il collo il nome dell'incisore SPERANZA, Filippo Speranza.
rovescio: Aquila araldica spiegata e coronata con lo scudo sabaudo nel petto. In alto, circolarmente, fra due nodi, la legenda: REGNO D'ITALIA e nel basso, il segno di zecca tra due stellette con il valore alla sinistra e la data a destra. Queste monete furono coniate a Roma dal 1903 al 1905.
Il titolo è di oro 900/1000, il diametro è di 35 mm, il peso è di 32,25 g ed il contorno è rigato.
- "Aratrice" (1910 - 1912)

dritto: il semibusto in uniforme e testa nuda del re volto a sinistra, intorno "VITTORIO EMANUELE III" ed in basso a sinistra un nodo di Savoia in un rettangolo.
rovescio: un'allegoria rappresentante l'Italia agricola, recante un fascio di spighe nella sinistra mentre con la destra regge l'aratro. Ai lati, il valore, in alto "REGNO D'ITALIA"; nel basso a sinistra il nome dell'autore del modello E.BONINSEGNA M. e a destra quello dell'incisore L.GIORGI INC. Nell'esergo la data tra il segno di zecca e la stella d'Italia. Queste monete furono coniate a Roma dal 1910 al 1912 con coniazione successiva per i numismatici del 1926 e 1927.
Il titolo è di oro 900/1000, il diametro è di 35 mm, il peso è di 32,25 g ed il contorno è rigato.
- "Fascione" (1923)

dritto: la testa nuda del re volta a sinistra, con il nome dell'autore, A.MOTTI sotto il collo; attorno "VITTORIO EMANUELE III RE D'ITALIA".
rovescio: fascio littorio con scure a destra. Alla sinistra, in due righe, "LIRE 100" con sotto il segno della zecca; alla destra del fascio, in due righe, "OTTOBRE 1922 -" e nel basso, "1923". Queste monete furono coniate a Roma nel 1923. La moneta è da considerarsi una coniazione commemorativa della Marcia su Roma.
Il titolo è di oro 900/1000, il diametro è di 35 mm, il peso è di 32,25 g ed il contorno è rigato. Il fascetto è la moneta da lire 20 con le stesse immagini ma di dimensione ridotta.
- "Vetta d'Italia" (1925)

dritto: la testa nuda del re volta a sinistra; attorno, la legenda "VITT.EM.III RE D'ITALIA". Sotto la testa, rami di quercia passanti per la corona ferrea; sotto 1900 e 1925.
rovescio: Figura maschile nuda con bandiera sabauda nella sinistra e vittoriola (piccola statua di vittoria) alata nella destra; poggia il ginocchio destro su di una roccia nella quale vi è, in incuso, il fascio littorio e la legenda VETTA D'ITALIA. Ai lati il valore e le date 1915 e 1918, a destra il segno di zecca. Sotto il nome dell'autore, MISTRUZZI e le iniziali dell'incisore A.M.INC. Queste monete furono coniate a Roma nel 1925. Tali monete sono da considerarsi delle prove delle successive emissioni in argento in quanto il loro peso non corrispondeva al valore di 20 lire, bensì si aggirava attorno alle 400 e come tale non poteva circolare. La moneta venne coniata per commemorare i 25 anni di regno di Vittorio Emanuele III nel ricordo della vittoria della prima guerra mondiale.
Il titolo è di oro 900/1000, il diametro è di 35 mm, il peso è di 32,25 g ed il contorno è rigato.
- "Italia su prora" (1931-1933)

dritto: semibusto in uniforme e la testa nuda del re volta a sinistra; attorno "VITTORIO.EMANUELE.III.RE". Sotto il busto un nodo di Savoia e i nomi dell'autore, G.ROMAGNOLI e dell'incisore A.MOTTI INC.
rovescio: L'Italia, con fiaccola nella sinistra e ramo d'ulivo nella destra, ritta su prora fregiata del fascio littorio. A sinistra la legenda ITALIA. A destra, in tre righe, il valore, la data e l'era fascista. Sotto il segno della zecca. Queste monete furono coniate a Roma dal 1931 al 1933.
Il titolo è di oro 900/1000, il diametro è di 23,5 mm, il peso è di 8,80 g ed il contorno è rigato.
- "Littore grande" (1936)

dritto: testa nuda del re volta a destra; attorno "VITTORIO.EMANUELE.III.RE.E.IMP.". Nel basso il nome dell'autore G.ROMAGNOLI.
rovescio: Littore a sinistra. Attorno: ITALIA. Nel basso, ai lati, la data e l'era fascista e nell'esergo, stemma sabaudo coronato dal valore con alla destra il segno di zecca. Queste monete furono coniate a Roma nel 1936 per la celebrazione dell'Impero.
Il titolo è di oro 900/1000, il diametro è di 23,5 mm, il peso è di 8,80 g ed il contorno è rigato.
- "Littore piccolo" (1937)

dritto: testa nuda del re volta a destra; attorno "VITTORIO.EMANUELE.III.RE.E.IMP.". Nel basso il nome dell'autore G.ROMAGNOLI.
rovescio: Littore a sinistra. Attorno: ITALIA. Nel basso, ai lati, la data e l'era fascista e nell'esergo, stemma sabaudo coronato dal valore con alla destra il segno di zecca. Queste monete furono coniate a Roma nel 1936 per la celebrazione dell'Impero.
Il titolo è di oro 900/1000, il diametro è di 20,7 mm, il peso è di 5,19 g ed il contorno è rigato.

## Repubblica italiana
Durante il periodo repubblicano in Italia sono state emesse diverse monete del valore di 100 lire.

### Monete di circolazione ordinaria

#### Minerva
La prima di queste è stata prodotta dal 1955 al 1989.
Sul dritto riporta una testa di Italia laureata, simile a quella che campeggia sulla moneta da 50 lire, ma rivolta a sinistra, circondata dalla legenda REPVBBLICA ITALIANA. Questa raffigurazione era ripresa da monete siracusane del IV secolo a.C. In basso le firme degli autori, ROMAGNOLI e GIAMPAOLI.
Il rovescio è caratterizzato da una raffigurazione della dea Minerva e dall'indicazione del valore. 
Questa moneta in acmonital (acciaio monetario italiano) ha un diametro di 27,8 millimetri, pesa 8 grammi ed è caratterizzata da un contorno rigato.

#### Minerva II
Nel 1990 fu prodotta una nuova moneta da 100 lire che, pur mantenendo gli stessi soggetti e le stesse legende della prima serie di 100 lire "Minerva" (coniata dal 1955 al 1989), misurava 18,3 millimetri di diametro e pesava 3,3 grammi a causa del limitato potere di acquisto.
Le sue piccole dimensioni la rendevano talmente scomoda che questa moneta fu coniata per pochi anni.
Alcune 100 Lire Minerva II tipo hanno inoltre la particolarità della variante sulla data: alcune monete presentano i gambi della cifra 99 della data più chiusi, questo sia per il 1990 che per il 1991. Questa particolarità le rende interessati e ne aumenta il valore.

#### Italia turrita
Nel 1993 viene prodotta una nuova moneta in Cupronichel di 22 millimetri di diametro e 4,5 grammi di peso.
Il dritto riproduce una raffigurazione di Italia turrita circondata dall'iscrizione "REPVBBLICA ITALIANA".
Al rovescio l'indicazione del valore tra rami di ulivo, un delfino, un gabbiano e una spiga, il millesimo ed il segno di zecca (R).
Variante: le prime monete di questo tipo raffiguravano una testa di Italia turrita più piccola e una legenda più lontana dal bordo rispetto a quelle coniate in seguito.

### Monete commemorative

#### Marconi
Nel 1974 è stata emessa la prima moneta commemorativa da cento Lire che mantiene le stesse caratteristiche tecniche della serie Minerva.
Essa è dedicata al centenario della nascita di Guglielmo Marconi e sostituisce la personificazione di Italia sul dritto con un ritratto dello scienziato e la raffigurazione di Minerva sull'altra faccia con un'antenna radio, l'iscrizione "GUGLIELMO MARCONI" e le date "1874" e "1974".

#### FAO
Cinque anni più tardi l'Italia produce una seconda moneta commemorativa di valore analogo che celebra la Giornata delle attività della FAO.
Su questa emissione è riprodotta una testa femminile sul dritto, mentre sono visibili due bovini sul rovescio, insieme alle iscrizioni "NUTRIRE IL MONDO" e "FAO" e all'indicazione del valore.

#### Accademia Navale di Livorno
Nel 1981 è stata emessa una terza moneta commemorativa da cento Lire, dedicata al centenario dell'Accademia navale di Livorno.
Su questa moneta viene eliminato dal dritto il ritratto che caratterizza la maggior parte delle emissioni in Lire italiane, per far spazio ad un'àncora e ad un timone sovrapposti e sormontati da una corona turrita.
Sul rovescio campeggia una bandiera navale italiana sullo sfondo della facciata dell'edificio, insieme all'iscrizione "CENTENARIO ACCADEMIA NAVALE DI LIVORNO" e alle date "1881" e "1981".

#### FAO II
Nel 1995 è emessa l'ultima moneta commemorativa da cento Lire italiana, dedicata al cinquantesimo anniversario della FAO.
A differenza di quanto accadeva sulle monete derivate dal tipo Minerva il dritto rimane invariato, mentre il rovescio raffigura un globo stilizzato, il simbolo dell'organizzazione, le date "1945" e "1995" e l'indicazione del valore decorata da un ramo di ulivo.